# غروسو البندقية
غروسو البندقية (الجمع غروسي) هي عملة فضية قُدمت لأول مرة في البندقية عام 1193 في عهد الدوق إنريكو داندولو. وزنه الأصلي 2.18 غرام، ويتكون من 98.5% من الفضة النقية، وقيمته 26 ديناراً. أشتق أسمها من نفس الجذر مثل جروشن والكلمة الإنجليزية groat، وكلها مشتقة في النهاية من denaro grosso ("البنس الكبير").
سُمح لقيمتها بالطفو بالنسبة لعُملات البندقية الأخرى حتى رُبطت بـ 4 سولديني في عام 1332، وهو العام الذي تقديم فيه السولدينو.
عام 1332، يعادل 1 غروسو 4 سولديني ، أو 48 ديناراً.

## الخلفية الاقتصادية
جلب عصر النهضة في القرن الثاني عشر الثروة والتطور الاقتصادي، واستمروا البنادقة في استخدام بقايا نِظام العُملات المتدهور بشدة الذي أدخله شارلمان. سَكت مدينة البندقية عُملات فضية (تسمى ديناري بالإيطالية) بناءً على عُملات فيرونا، تحتوي على أقل من نصف غرام من الفضة النقية بنسبة 25%. استخدمت المعاملات المحلية بشكل أساسي هذه العُملات المعدنية أو نظيراتها من فيرونا. مع ذلك، حوالي عام 1180، عَدلت مدينة فيرونا عُملاتها، مما أدى إلى زعزعة هذه الممارسة. بالنسبة للتجارة الخارجية، فضل تجار البندقية العملات البيزنطية أو عملات مملكة القدس الصليبية. ومع ذلك، فإن غزو صلاح الدين للقدس عام 1187 والتدهور التدريجي للحكم البيزنطي جعل هذا الأمر أقل قابلية للتطبيق.
في أماكن أخرى من أوروبا الغربية الوضع مماثلاً. بُذلت بعض الجهود لعكس اتجاه انحدار البنس الكارولنجي الذي كان عملتهم لمدة أربعمائة عام. في لومباردي، ضرب فريدريك بارباروسا دينارًا إمبراطورية يبلغ وزنها ضعف وزن بنسات ميلانو. إن الجودة الثابتة للجنيه الإسترليني الإنجليزي، أو البنس القصير، الذي قدمه هنري الثاني عام 1180 وجعله عُملة تداول شائعة في شمال أوروبا. وبقي على دوق البندقية إنريكو داندولو أن يحقق الاختراق الحاسم من خلال عُملة معدنية من الفضة النقية بقيمة أعلى تسمى غروسو. تتمتع هذه العُملات المعدنية بميزتين على العُملات القديمة. أولاً، خفضت تكاليف سك العُملة والمناولة عن طريق استبدال عملة واحدة كبيرة بعشرات العملات الأصغر. ثانيًا، نقاوة فضتهم تجعلهم مقبولين خارج البندقية.

## في البندقية
إن أقدم رواية باقية عن تقديم إنريكو داندولو لغروسو البندقية تربطها بتجهيز الحملة الصليبية الرابعة في عام 1202 والتقاليد تجعل الحاجة إلى دفع ثمن السفن التي نقلت الصليبيين سبب تقديم الغروسو. على الرغم من أن سك العُملة المعدنية قد يكون بدأ قبل بضع سنوات، إلا أن تدفق الفضة المستخدمة لدفع ثمن سفن الصليبيين أدى إلى سكها لأول مرة على نطاق واسع. كانت العُملة المعدنية تحتوي على 2.2 غرام من الفضة النقية بنسبة 98.5%، وهي أنقى معادن العصور الوسطى التي أمكن تصنيعها. يُطلق عليه في البداية اسم دوكاتوس ارجينتي لأن البندقية كانت دوقية، ولكنه يُعرف على نطاق أوسع باسم غروسو أو ماتابانو، وهو مصطلح إسلامي يشير إلى الشكل الجالس على ظهر العُملة.

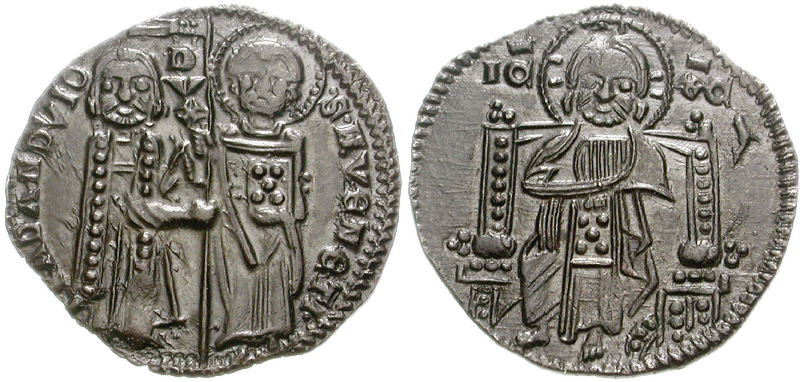
جروسو فرانشيسكو داندولو (1328-1339).

جاءت تصاميم الغروسو من ختم الدوق والمئزر البيزنطي. يظهر على الوجه الأمامي الشخصيات الواقفة للدوق والقديس مرقس الإنجيلي، راعي البندقية. على اليمين، يحمل القديس مرقس الإنجيل، وهي صفته المعتادة، ويقدم غونفالونًا للدوق. يحمل الدوق "الوعد الدوقي" إنريكو داندولو أول دوق يقسم يمين التتويج هذا. تذكر الأسطورة أن الدوق على اليسار، مع لقبه، DVX في الميدان. تذكر الأسطورة الموجودة على اليمين أن القديس هو SM VENETI، أي القديس مارك من البندقية. ويظهر الوجه الآخر السيد المسيح جالساً على العرش. تختصر الأسطورة اسمه اليوناني إلى IC XC.
يظهر شريط من الخرز على جانبي العُملة يمنع الفضة من أن تُقص من حافة العُملة، وهي الممارسة التي تسمى التقليم. كإجراء أمني إضافي، أضاف دوق جاكوبو تيبولو علامات مميزة، في البداية عبارة عن اختلافات في علامات الترقيم في أسطورة الوجه الأمامي، وعلامات صغيرة بالقرب من قدمي المسيح على الوجه الخلفي، و تحدد صاحب الدار المسؤول عن الإصدارات. ولكن، باستثناء تحديث اسم الدوق وإضافة الأسطورة العكسية، TIBI LAVS 3 GLORIA، بواسطة الدوق ميشيل ستينو، لم تكن هناك تغييرات كبيرة في الغروسو لمدة مائة وخمسين عامًا. في الواقع، حوالي عام 1237، تضمن قسم تتويج الدوق وعدًا بأنه لن يغير العُملات المعدنية دون إذن من المجلس.
جاء التغيير. بين عامي 1340 و1370، أدت الزيادات في أسعار الفضة إلى إجبار معظم الدوقات على التوقف عن إصدار غروسى، وأجبرت الآخرين على إصدار عدد قليل فقط. عندما استأنف دوق أندريا كونتاريني إنتاج الغروسي، بدأ وزنها في الانخفاض واستمر في الانخفاض حتى ضرب كريستوفورو مورو آخر غروسي البندقية بوزن 0.45 غرام.

## تأثير غروسو البندقية

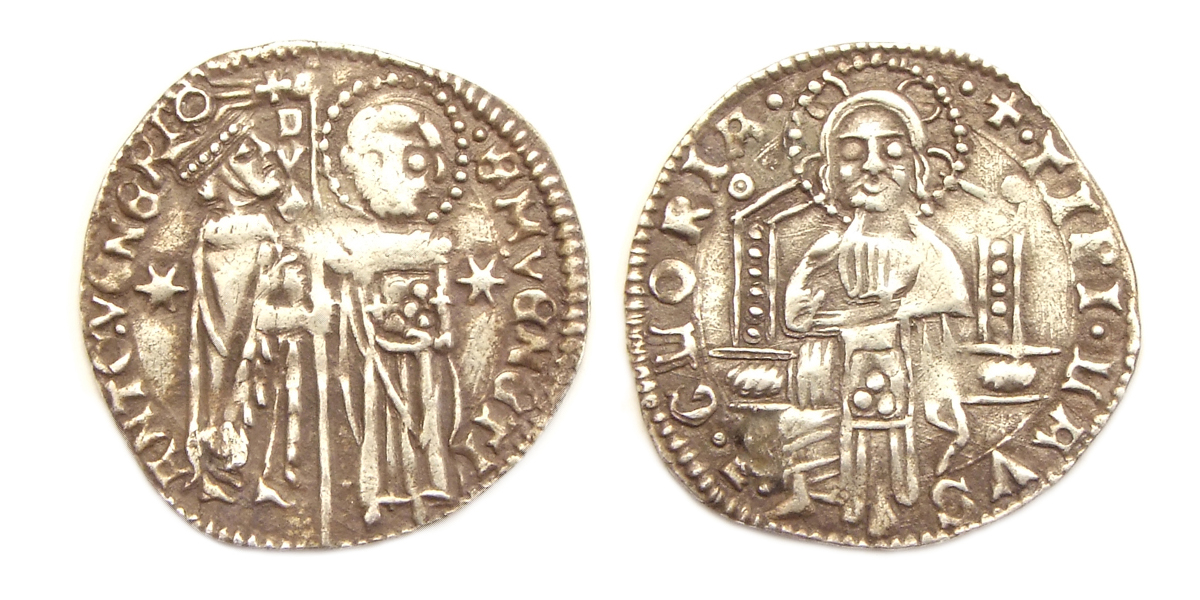
جمهورية البندقية ، غروسو أو "ماتابان" لأنطونيو فينير ، دوجي البندقية (1382-1400)

حذت دور سك النقود الإيطالية الأخرى حذو مدينة البندقية بإصدار غروسى خاصة بها. بحلول عام 1230، كانت فيرونا وبولونيا وريجيو وبارما وبافيا جميعها عُملات معدنية من الفضة الخالصة بوزن يكاد يكون مماثلاً لعملة غروسو البندقية. ضرب مجلس الشيوخ الروماني الغروسو في منتصف القرن الثالث عشر، ولكن بحلول ذلك الوقت كان غروسو البندقية هو العُملة التجارية الرئيسية. في الواقع، في القرن الثالث عشر، ادعى مارتينو دا كانالي أن غروسو البندقية "شائع في جميع أنحاء العالم بسبب جودته". وقد أدى ذلك إلى ظهور التقليد والتزوير، وخاصة في منطقة البلقان. في عام 1282، فرضت البندقية قيودًا على ممتلكاتها الدلماتيا، منعت استخدام نسخ من الغروسو. بحلول عام 1304، أصدرت الإمبراطورية البيزنطية الباسيليكون، الذي جعل وزنه ودقته سبباً في جعله قابلاً للتبادل بشكل أساسي مع غروسو البندقية، وأنماطه مستوحاة منه بوضوح.
فضلاً عن ذلك، فإن غروسو البندقية هو نقطة التقسيم الأكثر بروزًا بين نظام العُملات في أوروبا الغربية الذي يعتمد على البنس وعصر العُملات الفضية والذهبية الأكبر حجمًا، ويطلق عليها بشكل جماعي اسم الغروتس والفلورين. مثل عملة غروسو البندقية، لم تكن هذه العُملات المعدنية ذات الفئات الأكبر تحمل أسماء أو نقوشًا تشير إلى قيمة ثابتة من حيث نظام الجنيهات والشلن والبنسات (أو الليرة والسولدي والدينار في الإيطالية) التي احتفظ بالحسابات فيها. وسمح هذا للحكومة بالتلاعب بقيم عُملاتها المعدنية من حيث النقود الحسابية كأداة للسياسة المالية.